# Antarcturus princeps
Antarcturus princeps är en kräftdjursart som beskrevs av Oleg Grigor'evich Kussakin och Galina S. Vasina 1998. Antarcturus princeps ingår i släktet Antarcturus och familjen Antarcturidae. Inga underarter finns listade i Catalogue of Life.